# Seobu-dong, Gyeongsan
Seobu-dong (koreanska: 서부동) är en stadsdel i staden Gyeongsan i provinsen Norra Gyeongsang, i den sydöstra delen av Sydkorea, 250 km sydost om huvudstaden Seoul.

## Indelning
Administrativt är Seobu-dong indelat i:
| Namn    | Namn             | Yta km² | Invånare 31 dec 2020 |
| ------- | ---------------- | ------- | -------------------- |
| 서부1동 | Seobu 1(il)-dong | 5,64    | 36 476               |
| 서부2동 | Seobu 2(i)-dong  | 1,50    | 30 914               |